# Dietlinde Karkutli
Dietlinde „Bedauia“ Karkutli (geboren 1952; gestorben 1994) war eine deutsche Bauchtänzerin und Autorin. Sie gilt als eine Vorreiterin des Orientalischen Tanzes in Deutschland.

## Privatleben
Karkutli war in erster Ehe mit dem deutsch-syrischen Künstler Burhan Karkutli (1932–2003) verheiratet, später wurde die Ehe geschieden. Später heiratete sie den Rechtswissenschaftler und Historiker Adalbert Podlech (1929–2017), der durch Karkutlis Interesse am Islam und Nahen Osten sich wissenschaftlich stärker mit der Thematik auseinandersetzte.

## Bauchtanz
Mit ihrem ersten Ehemann lebte Dietlinde Karkutli mehrere Jahre im Nahen Osten, vor allem in Syrien, wo sie den Orientalischen Tanz kennenlernte. Zurück in Deutschland kam sie mit dem Bauchtanz wieder über eine US-Militär-Kaserne im Rhein-Main-Gebiet in Kontakt, wo eine Belly Dance Class u. a. für die Soldatenehefrauen angeboten wurde. Karkutli nahm Unterricht bei US-amerikanischen Bauchtanzlehrerinnen und übernahm in Frankfurt am Main schließlich selbst eine Kursgruppe, ehe sie 1980 mit der Arabeska, eine eigene Bauchtanzgruppe und spätere Bauchtanzschule unter dem Namen Arabeska eröffnete.
1983 veröffentlichte Karkutli das erste deutschsprachige Buch zum Erlernen des Tanzes und seiner Geschichte, Zusammen mit dem ein Jahr später übersetzten Buch Bauchtanz – Die Schlange und die Sphinx von Wendy Buonaventura stellte Karkutlis Schrift die erste deutsche Literatur dar, auf die Interessenten am Bauchtanz zurückgreifen konnten. Das Buch wurde zum Bestseller und „katapultierte den Bauchtanz bis in die Kleinstädte“, so Ella Carina Werner 2012 in Spiegel Geschichte.
Ulrike Askari, die 1993 eine Umfragestudie mit 176 Frauen durchführte, die Orientalischen Tanz praktizierten, kam zu dem Schluss, dass es einen eindeutigen Zusammenhang mit dem Erscheinen der Bücher von Karkutli und Buenoventura und dem Tanzbeginn der befragten Frauen gab.

## Veröffentlichungen
- Das Bauchtanz-Buch, Rowohlt, Reinbek bei Hamburg 1983, ISBN 978-3-499-17762-0. Vollständig überarbeitete Neuausgabe, rororo, Hamburg 2002, ISBN 978-3-499-61328-9.
- Bauchtanz: Rhythmus – Erotik – Lebensfreude, Mosaik, München 1989, ISBN 978-3-576-08908-2.